# 2498 Tsesevich

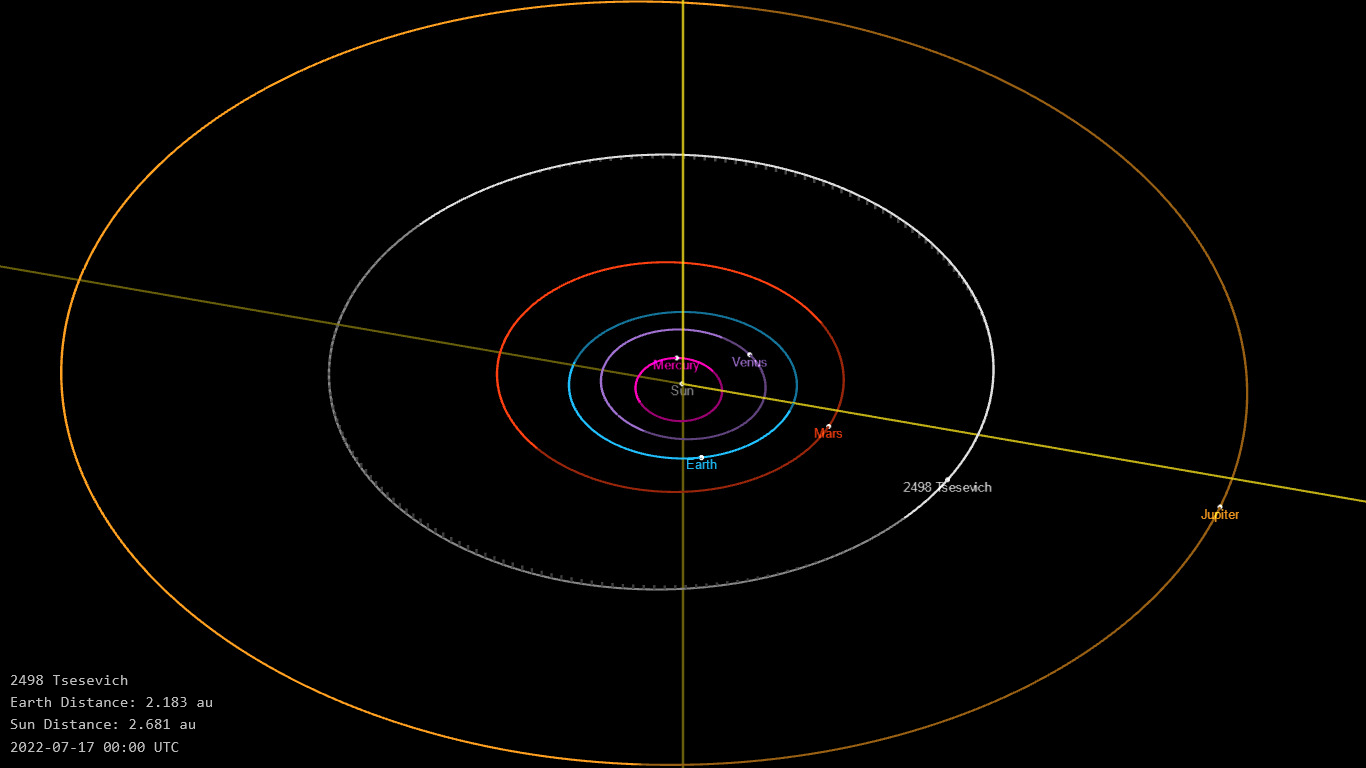

2498 Tsesevich eller 1977 QM3 är en asteroid i huvudbältet som upptäcktes den 23 augusti 1977 av den rysk-sovjetiske astronomen Nikolaj Tjernych vid Krims astrofysiska observatorium på Krim. Den har fått sitt namn efter den ukrainsk-sovjetiske astronomen Voloyimyr Tsesevitj.
Asteroiden har en diameter på ungefär 11 kilometer och den tillhör asteroidgruppen Koronis.